# شور (احساس)
شور (انگلیسی: Passion) نوعی احساس و علاقه شدید نسبت به کسی یا چیزی است. این احساس شدید می‌تواند ناشی از علاقه یا تحسین یک ایده، پیشنهاد یا غیره باشد. لذت بردن از یک علاقه یا فعالیت، جذابیت، هیجان یا احساسات شدید نسبت به یک شخص و… را شامل می‌شود. این به ویژه در زمینه‌های عاشقانه یا میل جنسی دیده می‌شود؛ گرچه به‌طور کلی به احساس عمیق‌تر یا فراگیرتر از آنچه در اصطلاح شهوت اشاره می‌شود، دلالت دارد.

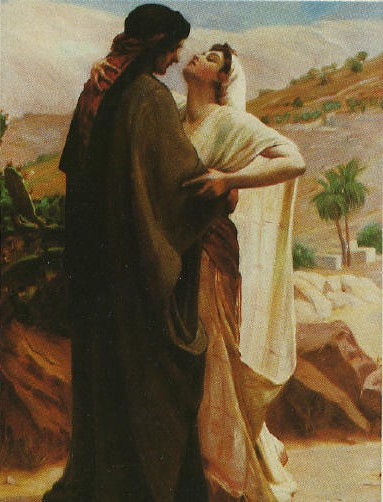
برخورد پرشور فردریک گودال